# Bertrand, Prinț al Braziliei
Bertrand I (n. 2 februarie 1941, Mandelieu, Alpes-Maritimes, Franța) , șeful Casei Imperiale a Braziliei, Prințul Braziliei, Prințul de Orleans și Bragança, este depozitarul legitim al drepturilor la tron și la Coroana Braziliei –  de jure , împărat constituțional și apărător perpetuu al Braziliei.
Al treilea fiu al Prințului Pedro Henrique de Orléans-Braganza și al Principesei Maria Elisabeta a Bavariei, frații săi mai mari sunt, în ordine, Prințul Luiz de Orléans-Braganza, care a fost șeful familiei imperiale braziliene până în 2022 și Prințul Eudes de Orléans-Braganza, care a renunțat la drepturile sale dinastice la tronul brazilian pentru a se căsători cu un plebeu.